# Trentepohlia (Mongoma) kempi
Trentepohlia (Mongoma) kempi is een tweevleugelige uit de familie steltmuggen (Limoniidae). De soort komt voor in het Oriëntaals gebied.